# 川西町フレンドリープラザ
川西町フレンドリープラザ（かわにしまちフレンドリープラザ）は、山形県東置賜郡川西町にある複合文化施設である。1994年、遅筆堂文庫が建てられていた場所に開設され、劇場、遅筆堂文庫、図書館を併設している。少し風変わりな外観を持つ。天神森古墳と向かい合っており、あいだに野外劇場が設けられている。

## 施設概要

### 劇場
717席の座席からなるホールである。演劇や、演奏会、発表会の場の他、コンサートや映画上映、講演会などで使われる。
映画『スウィングガールズ』で劇中「第20回東北学生音楽祭」の舞台となり、2005年2月12日、映画を記念して同名の音楽 / 映画イベントが開催された。

### 遅筆堂文庫
川西町出身の作家、井上ひさしの寄贈された蔵書を展示した文庫である。遅筆堂は「遅筆でも良い作品を書きたい」という井上ひさしの号からとられている。
1987年、現在の場所に蔵書7万冊と共に遅筆堂文庫として開設。川西町フレンドリープラザの設立が決まり、複合文化施設の1つとして現在は運営している。川西町フレンドリープラザ開設後も井上本人から寄贈が続き、2010年現在資料22万点を収蔵している。井上ひさしの没後も運営は続いている。
閲覧専用の資料を除き、貸出のサービスも行っている。
2008年、山形市にあるシベール本社敷地内に、分館が開設。当文庫から約3万冊の蔵書を移動した。

### 川西町立図書館
本の貸出の他、川西町立図書館事業として、おはなし会や講座・講演会、企画展なども行っている。「図書館に泊まろう!」と題して、図書館に宿泊するイベントを開催したことがある。貸出期間は2週間とし、遅筆堂文庫の本とあわせて5冊まで一度に借りることができる。
元は1971年より、町内にある中央公民館内で運営をしていたが、1994年に川西町フレンドリープラザの開設に伴い現在の場所に移転した。
サービス
貸出サービスは、利用者カードをもっている人を対象に行なっている。利用者カードは、川西町に居住、または通勤、通学する人を対象に交付される。川西町以外の置賜地方に住んでる人も身分証明書が必要だが、カードを作成することができる。
コピーサービスも行っており、著作権法の範囲内で、図書館の資料に限り実費でコピー(白黒)をすることができる。

## 開館時間
劇場
午前9時〜午後10時
休館日：毎週月曜日、年末年始
川西町立図書館・遅筆堂文庫
火曜日〜土曜日：午前9時30分〜午後8時
(12月～3月：午前9時30分～午後7時)
日曜日、祝祭日:午前9時30分～午後6時 
休館日：月曜日（月曜日が祝日の場合は翌日）、年末年始、図書整理期間 

## 所在地とアクセス
〒999-0121
山形県東置賜郡川西町大字上小松1037番地1
- JR羽前小松駅から徒歩5分[10]。
- 駐車場あり

### 周辺
- 天神森古墳
- 羽前小松駅